# Diário Novo
O Diário Novo foi um periódico publicado no Recife, na então Província de Pernambuco, no Brasil, no início do Segundo Reinado.
De linha editorial liberal, concentrou em torno de si o grupo que desencadearia a Revolta Praieira, onde se destacavam os irmãos Luís Inácio de Abreu e Lima e José Inácio de Abreu e Lima, e Joaquim Nunes Machado.
O movimento deve o seu nome ao fato de que a sede deste periódico se localizava na Rua da Praia.
Circulou entre 1842 e 1852.